# Synagoga w pałacu Lubomirskich w Warszawie
Synagoga w pałacu Lubomirskich w Warszawie – nieistniejący prywatny dom modlitwy znajdujący się w pałacu Lubomirskich w Warszawie przy placu Żelaznej Bramy 10.

## Historia
Dom modlitwy został założony prawdopodobnie w 1872 roku w sali wiedeńskiej pałacu Lubomirskich, z inicjatywy kantora Jakuba Leopolda Weissa. Sala modlitewna mogła pomieścić kilkaset osób, a na tarasie pierwszego piętra odbywały się śluby. Była to jedna z droższych warszawskich synagog – mimo iż właściciel pobierał wysokie opłaty za miejsca, to były one zawsze obsadzone, zwłaszcza przed świętami.
Dom modlitwy słynął ze śpiewu Jakuba L. Weissa oraz licznego, dobrze dobranego chóru, o czym świadczy list do redakcji Kuriera Warszawskiego z 29 listopada 1874 roku:
Szanowny Redaktorze! Poczytujemy sobie za miły obowiązek podzielić się z amatorami pięknej muzyki tą wiadomością, że kompozycje Jakuba L. Weiss, wykonywane w czasie wieczornego nabożeństwa przez niego samego oraz liczny, doskonale uformowany chór, podczas wolnych świąt, tj. jeszcze przez dziś i jutro w salonach pałacu Krasińskich za Żelazną Bramą są niezwykłą, a nadzwyczaj zajmującą nowością, z której szczerze życzymy amatorom piękna korzystać, gdyż podobnej okazji słyszenia tak wzniosłych, a zarazem powabnych śpiewów nigdzie nie znajdą. Z szacunkiem. Kilku uczęszczających w imieniu wszystkich.
Dom modlitwy funkcjonował do września 1939 roku, kiedy to podczas oblężenia Warszawy pałac został podpalony przez hitlerowców. Obecnie pomieszczenie jest wykorzystywane do innych celów.